# Suaeda pterantha
Suaeda pterantha är en amarantväxtart som först beskrevs av Grigorij Silych Karelin och Ivan Petrovich Kirilov, och fick sitt nu gällande namn av Aleksandr Andrejevitj Bunge. Suaeda pterantha ingår i släktet saltörter, och familjen amarantväxter. Inga underarter finns listade i Catalogue of Life.